# 508国道
508国道（或“国道508线”、“G508线”），也称赤峰－曹妃甸公路，是在中国的一条国道，起点为内蒙古自治区赤峰市宁城县小城子镇，终点为河北省唐山市曹妃甸曹妃甸港的国道，途经平泉、宽城、青龙、迁安、滦州、唐海、曹妃甸，508国道为《国家公路网规划》普通国道网182条联络线的第8条。